# Sõmerpalu
Sõmerpalu (deutsch: Sommerpahlen) ist eine ehemalige Landgemeinde im estnischen Kreis Võru mit einer Fläche von 181,6 km². Sie hatte 1746 Einwohner (Stand: 1. Januar 2017). Seit 2017 ist Sõmerpalu Teil der Landgemeinde Võru.
Sõmerpalu liegt 10 km westlich von Võru und ist 65 km von Tartu entfernt. Neben dem Hauptort Sõmerpalu umfasste die Landgemeinde die 34 Dörfer Alakülä, Alapõdra, Haava, Haidaku, Haamaste, Hargi, Heeska, Horma, Hutita, Hänike, Järvere, Kahro, Keema, Kurenurme, Kärgula, Lakovitsa, Leiso, Liiva, Lilli-Anne, Linnamäe, Majala, Mustassaare, Mustja, Mäekülä, Osula, Pritsi, Pulli, Punakülä, Rauskapalu, Rummi, Sulbi, Udsali und Varese.
Von 1911 bis 1939 bestand eine russlanddeutsche Bauernsiedlung mit ca. 40 Familien, die den Namen Heimtal trug. Die Mitglieder stammten aus der ukrainischen Oblast Wolyn und widmeten sich der Landwirtschaft. Sie wurden 1939 auf Betreiben der deutschen Regierung gemeinsam mit der Mehrzahl der Deutschbalten aus Estland umgesiedelt.

## Schloss Sommerpahlen
Ein Gutshof in Sommerpahlen wurde als Vasallenburg des Livländischen Ordens gebaut, von der bis zum heutigen Tage nur wenige Ruinen erhalten geblieben sind. Das Gut wurde 1631 für Schulden des Königs Gustav II. Adolf an den Revaler Kaufmann Hans Ohm verpfändet. 1652 verkaufte dieser das Gut Sommerpahlen an Dietrich von Müller a.d.H. Kunda, und es gelangte durch Heirat von dessen Enkelin Margaretha Sidonia von Müller († 1766) in den Besitz des Christoph Johann von Möller († 1757). In den 1860er Jahren wurde von der Familie von Möller das klassizistische Schloss errichtet. Nach der historischen Aufteilung gehörte das Gut zum Kirchspiel Urvaste/Anzen, Kreis Võrumaa/Werro.

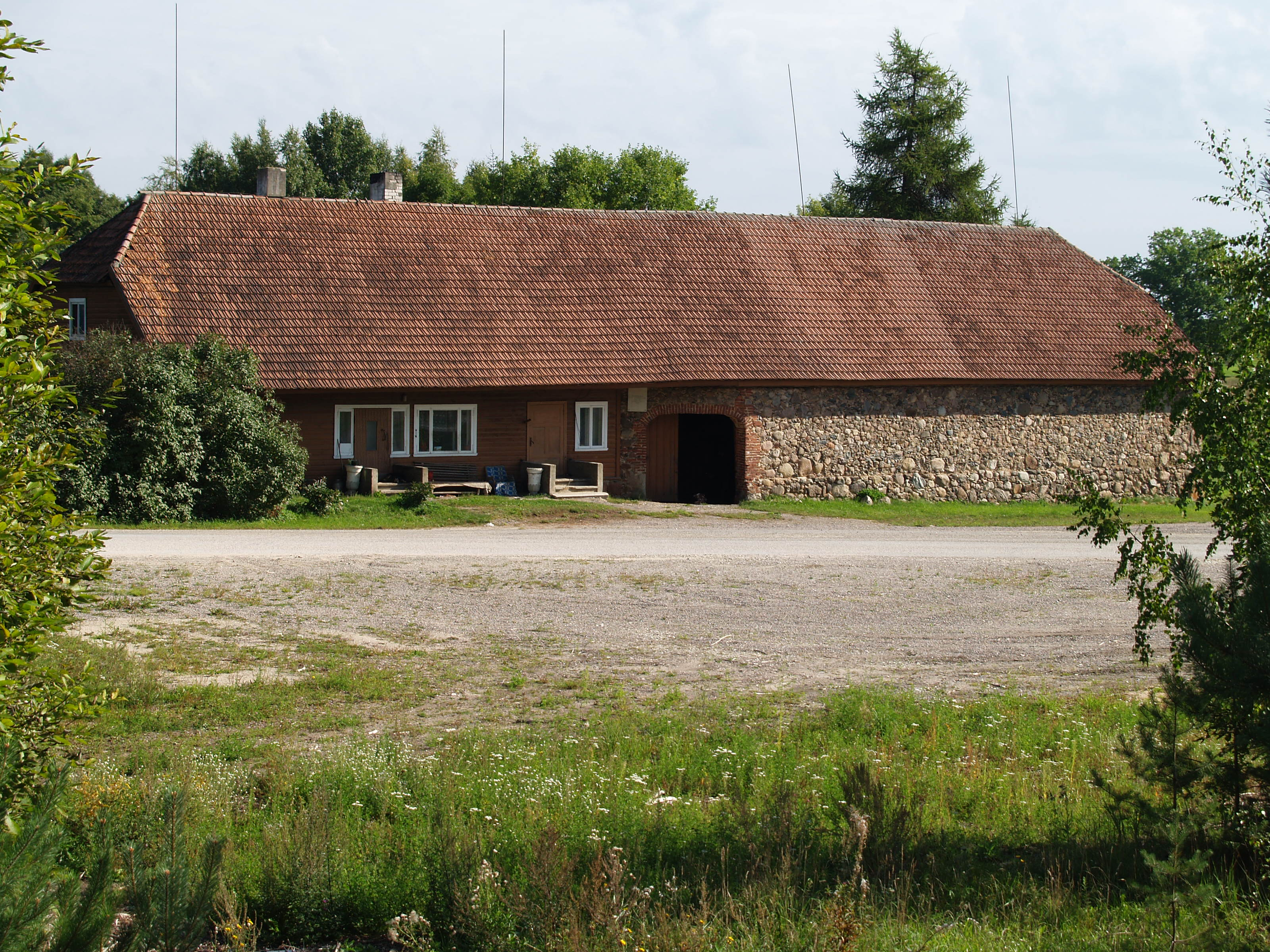
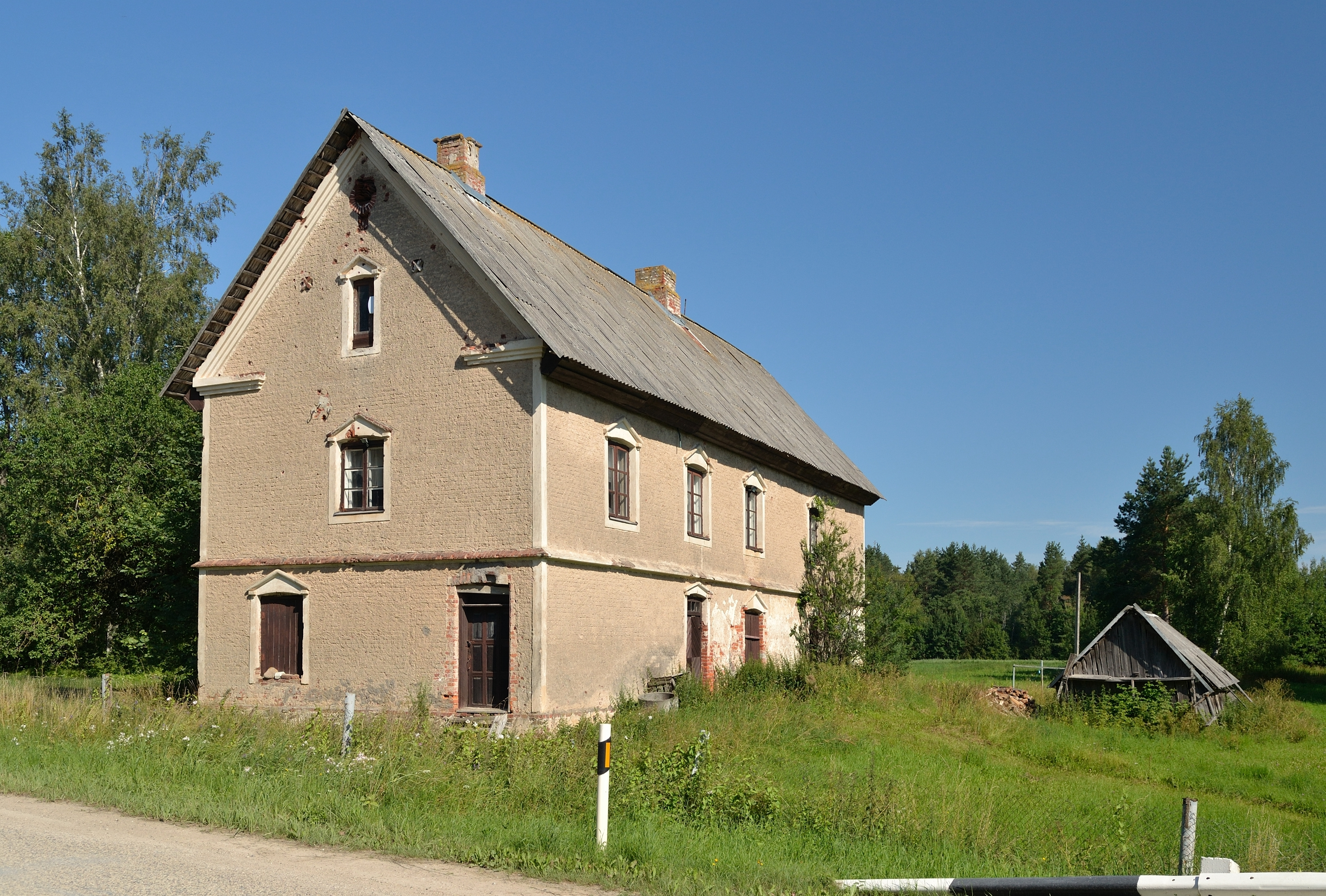
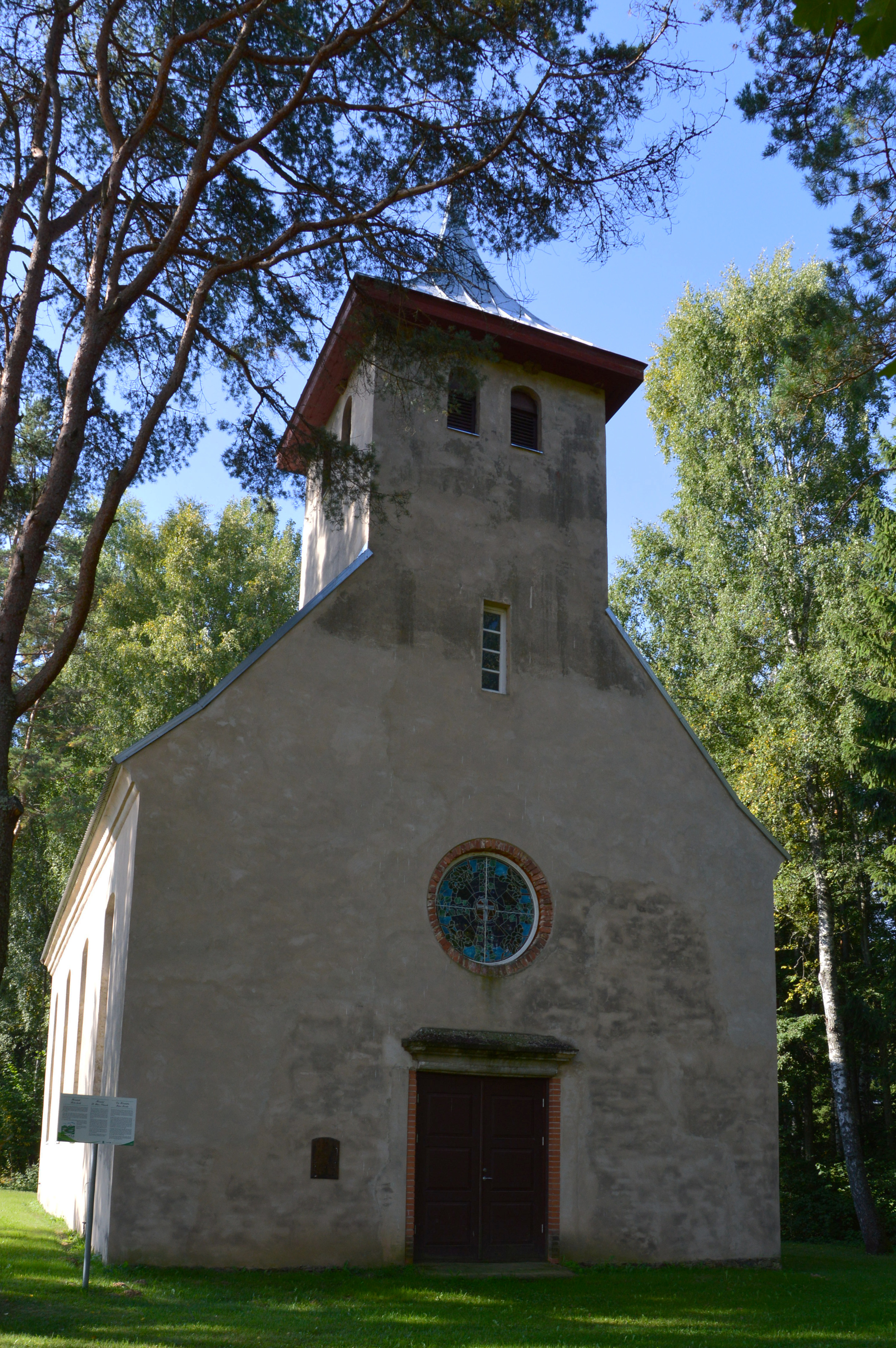
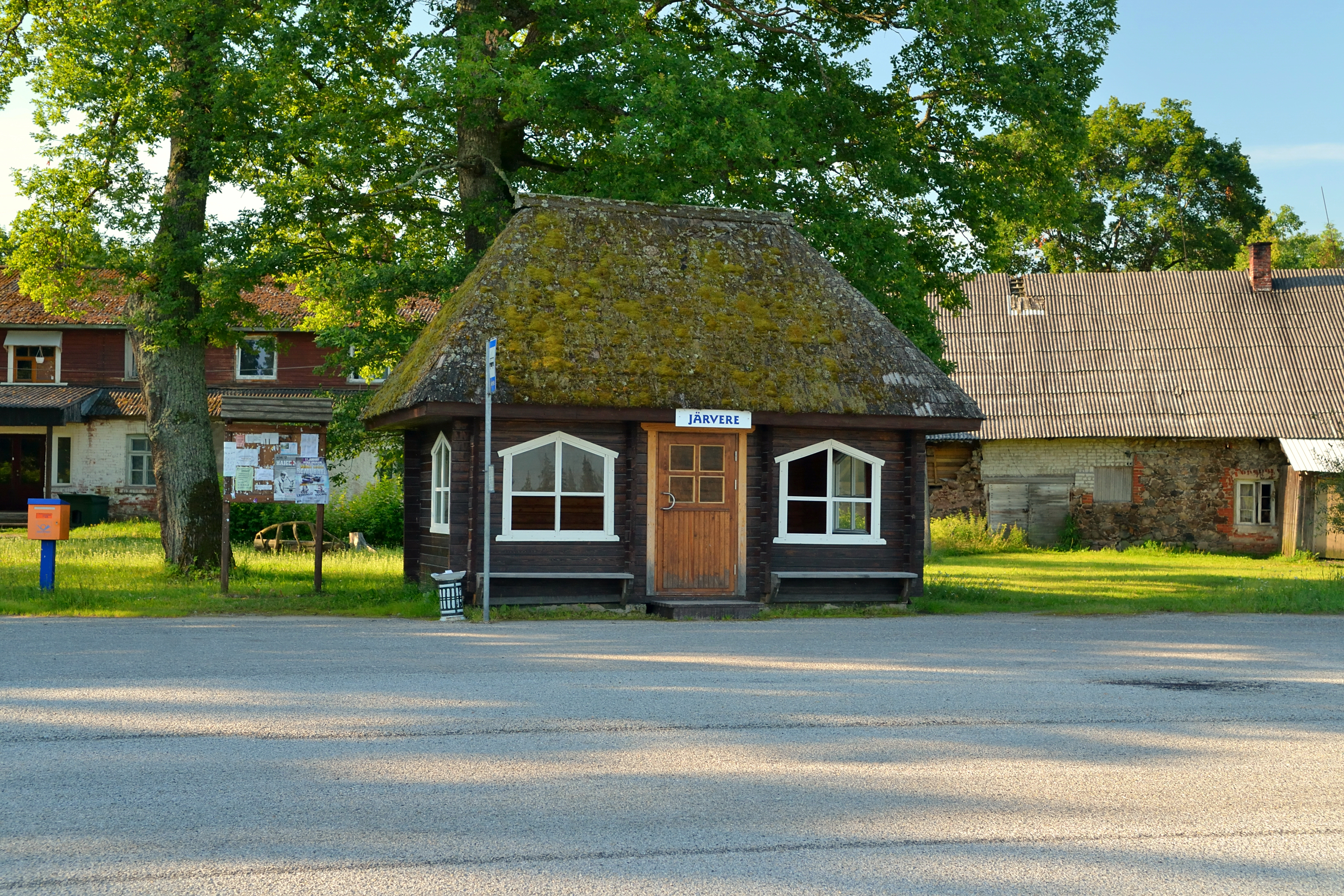
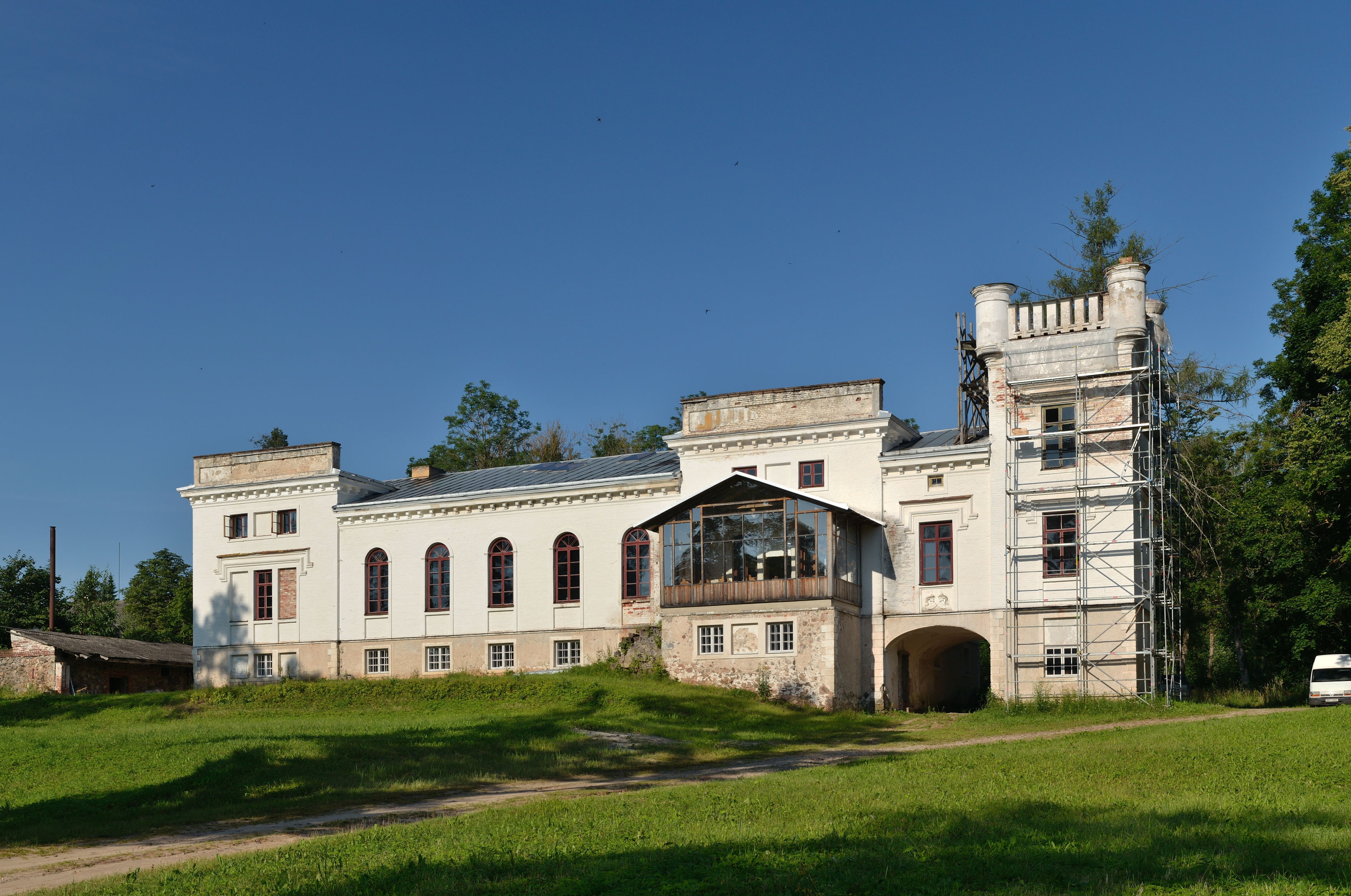